# Liste der Kulturdenkmale in Aísa
In der Liste der Kulturdenkmale in Aísa sind die Kulturdenkmale (Bien de Interés Cultural) der spanischen Gemeinde Aísa aufgeführt.

## Liste
| Bild           | Bezeichnung                           | Lage  | Beschreibung | Bauzeit | Eingetragen seit | Denkmal- nummer |
| -------------- | ------------------------------------- | ----- | ------------ | ------- | ---------------- | --------------- |
| weitere Bilder | Hospital de Santa Cristina de Somport | Karte |              |         | 7. März 2006     | RI-51-0000853   |